# Odontolamia sellata
Odontolamia sellata là một loài bọ cánh cứng trong họ Cerambycidae.